# Passa-Vinte
Passa-Vinte este un oraș în Minas Gerais (MG), Brazilia.